# Paul Spera
Paul Spera, född 25 juli 1986 i New York, är en fransk-amerikansk skådespelare.
Spera har bland annat medverkat i filmen The Nun 2. Han har även medverkat i TV-serien Becoming Karl Lagerfeld.

## Filmografi (i urval)
- 2023 – The Nun 2
- 2024 – Becoming Karl Lagerfeld (TV-serie)